# 国际革命左翼
国际革命左翼（西班牙語：Izquierda Revolucionaria Internacional）是一个托洛茨基主义国际组织。
2009年，国际马克思主义趋势发生分裂，该组织的西班牙支部、委内瑞拉支部和墨西哥支部决定退出，并形成“革命左翼”。2017年，革命左翼并入工人国际委员会。
2019年，在工人国际委员会内部，少数派“保卫工人阶级和托洛茨基主义工国委”与国际执行委员会领导的多数派之间产生重大分歧。尽管葡萄牙支部和西班牙支部认同少数派的立场，但它们没有加入少数派，不久，它们与墨西哥支部和委内瑞拉支部一起退出工人国际委员会，组成国际革命左翼。
2019年7月22日，该组织举行成立大会，派出代表参会的还有德国托派组织“攻势”（由原工人国际委员会德国支部部分成员组成），其成员于当月初投票赞成加入该组织。

## 支部
- 葡萄牙 革命左翼
- 墨西哥 革命左翼
- 西班牙 革命左翼
- 委內瑞拉 革命左翼
- 德国 攻势